# Konstatování rozdílnosti názorů
Konstatování rozdílnosti názorů je situace, kdy dva nebo více lidí nebo skupin řeší konflikt a dosáhnou dohody, že se budou navzájem tolerovat, avšak že nepřijímají názory nebo pozice strany druhé. Obě strany se typicky dohodnou, že „konstatují rozdílnost svých názorů na věc“, a tak lépe popisují nastalou situaci, že „se dohodnou na rozdílnosti svých stanovisek“.
V demokracii tato koncepce „konstatování rozdílnosti názorů“ může odhalit důležité body k debatě nebo k uvážení. To vede k právním konceptům jako „ďáblův advokát“ anebo „loajální opozice“ jako součást procesu při sčítání hlasů (skrutinia).